# Episparis sora
Episparis sora är en fjärilsart som beskrevs av Swinhoe 1889. Episparis sora ingår i släktet Episparis och familjen nattflyn. Inga underarter finns listade i Catalogue of Life.